# Мостипан, Александр Алексеевич
Александр Алексеевич Мостипан (род. 1959) — украинский деятель аграрного комплекса, Герой Украины (2009).

## Биография
Родился 9 февраля 1959 года в с. Зеленьки,Мироновского района, Киевской области.
В 1982 году окончил Казанский авиационный институт. Защитил кандидатскую диссертацию, по специальности «Теплофизика и молекулярная физика» в 1990 году — кандидат технических наук.
Работал на Казанском авиационном моторостроительном объединении. Начинал мастером, впоследствии стал замначальника цеха.
В 1996 год начал аграрный бизнес на Украину. Взял в аренду 500 га земли в Переяслав-Хмельницком районе Киевской области и создал ассоциацию «Нива Переяславщины», занимающуюся выращиванием зерновых культур. На сегодня компания арендует 24 тысячи га земли и владеет контрольным пакетом акций Переяславского комбината хлебопродуктов.
Кроме выращивания пшеницы и кукурузы, Мостипан делает ставку на животноводство (свиней) — строит свинокомплексы по датским технологиям, закупая в Дании поголовье и оборудование. «Нива Переяславщины» первая на Украине начала строить современные комплексы по выращиванию свиней.
Компания в 2021 выйдет на производство более 500 тысяч товарных свиней в год и продолжает строить комплексы.
В 2009 году «Нива Переяславщины» получила свидетельство на собственную торговую марку для мясных и колбасных изделий «Пятачок». Кроме этого агрокомплекс «Нива Переяславщины» создает и собственную сеть магазинов по продаже мяса, которые так и называются «Пятачок».

## Награды и звания
- Звание Герой Украины (с вручением ордена Державы, 19.08.2009 — за выдающиеся личные заслуги перед Украинским государством в развитии агропромышленного комплекса, высокие трудовые достижения и многолетний добросовестный труд).
- Награждён орденом «За заслуги» III степени (2005).[1]
- Почётный гражданин Яготина (2020).